# Hungerford Bridge
Hungerford Bridge je most (respektive trojice paralelních mostů) přes řeku Temži mezi mosty Waterloo Bridge a Westminster Bridge. Současný most je tvořen konstrukcí s ocelovými příhradníkovými nosníky nesoucími koleje, občas označovaný jako Charing Cross Bridge, lemovaný dvěma lávkami pro pěší zavěšenými na lanech označovanými Golden Jubilee Bridges. Každá z těchto lávek má bezbariérový přístup výtahem.
U jižního konce mostu se nacházejí nádraží Waterloo, County Hall, koncertní hala Royal Festival Hall a obří vyhlídkové kolo London Eye. Severní konec mostu se nachází poblíž stanice metra Embankment, nádraží Charing Cross a nábřeží Victoria Embankment.

## Historie

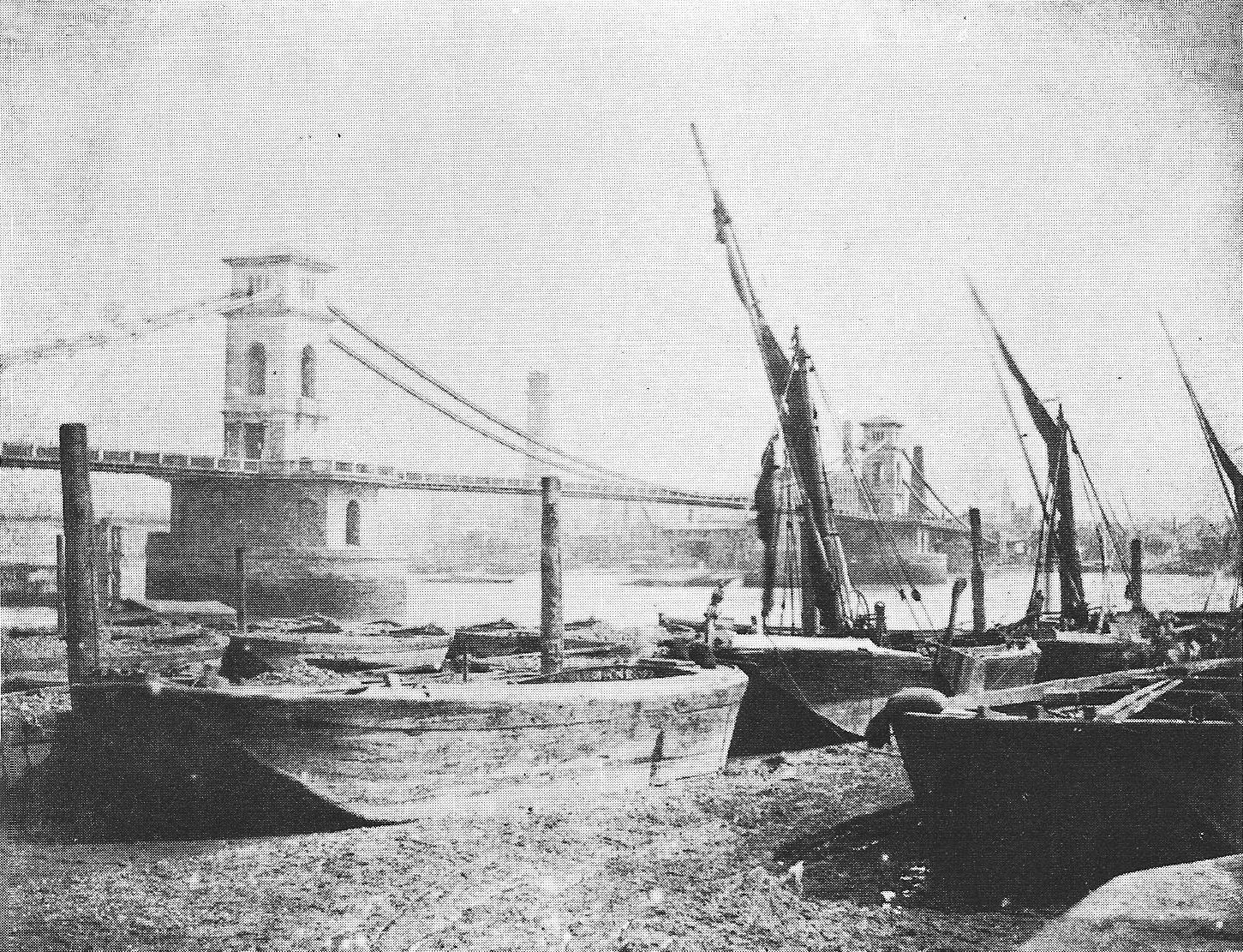
Původní visutý most navržený Isambardem Kingdomem Brunelem

Původně byl Hungerford Bridge navržen Isambardem Kingdomem Brunelem jako visutý most pro pěší a byl otevřen roku 1845. Roku 1859 byl most zakoupen pro prodloužení South Eastern Railway do nově vybudovaného nádraží Charing Cross. Společnost provozující tuto železnici nahradila původní visutý most konstrukcí navrženou Johnem Hawkshawem sestávající z devíti oblouků z tvářené oceli, která byla otevřena v roce 1864. Řetězy z původního mostu byly použity pro Clifton Suspension Bridge v Bristolu. Původní cihlové opěrné pilíře jsou stále používány, i když pilíř u Charing Cross se nachází blíže břehu z důvodu výstavby nábřeží Victoria Embankment (ukončené roku 1870). U pilíře na straně u jižního nábřeží se dochovaly vchody a schody postavené pro původní visutou lávku pro pěší.
Chodníky pro pěší byly přistavěny na obě strany později, přičemž chodník na straně proti proudu byl odstraněn při rozšiřování tělesa mostu pro železnici. Tento most je jedním ze tří mostů v Londýně určených pro železniční dopravu a pro pěší.
Lávky pro pěší získaly špatnou pověst proto, že byly úzké, zanedbané a v noci nebezpečné. V 90. letech 20. století bylo přijato rozhodnutí nahradit část mostu určenou pro chodce novými konstrukcemi po obou stranách železničního mostu. Ve výběrovém řízení zvítězil návrh Lifschutz Davidson a společnosti WSP Group. Nová mostní 4 m široká tělesa byla dokončena roku 2002. Nové části mostu byly pojmenovány na počest padesátého výročí korunovace Alžběty II. Golden Jubilee Bridges. Ve skutečnosti se pro ně běžně používá pojem Hungerford Footbridges.